# Mahembea
Mahembea is een monotypisch geslacht van spinnen uit de  familie van de wielwebspinnen (Araneidae).

## Soort
- Mahembea hewitti Lessert, 1930